# 中华人民共和国外国国家豁免法
《中华人民共和国外国国家豁免法》是一部中华人民共和国法律，该法律于2023年9月1日在第十四届全国人民代表大会常务委员会第五次会议通过，并于2024年1月1日起施行。
本部法律将中国以往在外国国家豁免问题上采取的绝对豁免原则立法更改至限制豁免原则，确认了外国国家及其财产在中华人民共和国享有豁免的基本原则，并规定了例外情形，明确中国法院可就外国国家非主权行为引发的诉讼，如涉及商业活动、相关人身伤害和财产损害等争议的诉讼行使管辖权，并在严格限制的条件下，可对外国国家商业活动财产采取强制措施。

## 历史
20世纪50年代以前，对涉及外国国家及其财产的民事案件，各国基于国家主权平等、“平等者之间无管辖权”的理念，普遍采取绝对豁免原则，即不论外国国家从事活动或者行为的性质如何，一国法院都不予管辖。随着世界贸易的不断发展，国家越来越多地以民事、商事主体身份参与国际经济活动。20世纪70年代以来，世界绝大多数国家通过立法等方式开始实施限制豁免，欧洲国家先后以判例法及1972年议定了《欧洲国家豁免公约》均采纳了限制豁免原则，即区分国家的“主权行为”和“非主权行为”，将外国国家财产区分为“主权财产”和“商业财产”，对外国国家的主权行为和主权财产给予管辖豁免，不对对非主权行为和国家商业财产给予管辖豁免。
美国于1976年制定了《外国主权豁免法》，是最早采用单行法确定限制豁免原则，英国、新加坡、巴基斯坦、南非、马拉维、加拿大、澳大利亚、阿根廷、以色列、日本、西班牙、俄罗斯等国也制定了关于外国国家豁免的单行立法。法国、意大利、土耳其、巴西等绝大多数国家虽未制定专门的国家豁免立法，但通过在民事诉讼法律中纳入专门条款、司法判例等方式采纳限制豁免原则。
2004年，联合国大会通过并于2005年1月17日开放签署的《联合国国家及其财产管辖豁免公约》也采纳限制豁免原则，中华人民共和国已签署但尚未批准该公约。长期以来，中国一直坚持绝对豁免原则，但是尚未制定全面规定国家豁免问题的专门法律，遂拟制定《外国国家豁免法》，将中国的外国国家豁免政策由绝对豁免原则转向限制豁免原则，规定外国国家在中国享有的豁免及其例外等问题，完善本国法律体系，对接各国国家豁免立法及《联合国国家及其财产管辖豁免公约》等国际通行规则。
2022年12月，第十三届全国人大常委会第三十八次会议对外国国家豁免法草案进行了初次审议，并在之后将草案公开，向政府各部门、社会公众征求意见，展开调研工作。次年7月26日，全国人大宪法和法律委员会召开会议，根据审议意见和各方面的意见，对草案进行了统一审议，并对草案作了修改完善。2023年8月30日，中国全国人大常委会组成人员在审议此法草案二审稿时普遍认为，制定外国国家豁免法，有利于健全完善中国的外国国家豁免制度，有利于优化中国营商环境，促进高水平对外开放。
2023年9月1日，第十四届全国人民代表大会常务委员会第五次会议表决通过此法，中国国家主席习近平签署主席令，公布该法律，并于2024年1月1日起施行。因本法涉及的国家豁免规则或政策属于国家对外事务中的外交事务范畴，本法所体现的国家豁免规则和政策亦适用于香港、澳门。

## 立法缘由
据《外国国家豁免法》第一条规定，为了健全外国国家豁免制度，明确中华人民共和国的法院对涉及外国国家及其财产民事案件的管辖，保护当事人合法权益，维护国家主权平等，促进对外友好交往，根据宪法，制定本法。